# Open Automotive Alliance
L'Open Automotive Alliance (amb acrònim anglès OAA) és una aliança de fabricants d'automòbils i empreses tecnològiques destinades a utilitzar Android als automòbils. Es va anunciar al CES el 6 de gener de 2014.
Membres fundadors: Audi, General Motors, Honda, Hyundai.
Membres del 2014: Abarth, Acura, Alfa Romeo, Bentley, Chevrolet, Chrysler, Esquivar, Fiat, Ford, Infiniti, Jeep, Kia, Maserati, Mazda, Mitsubishi, Nissan, Opel, Ram, Renault, SEAT, Škoda, Subaru, Suzuki, Volkswagen, Volvo Cars.
Membres del 2016: Mercedes-Benz i Mahindra.